# Robert May
Pour les articles homonymes, voir May.
Robert McCredie May, né le 8 janvier 1936 à Sydney et mort le 28 avril 2020 à Oxford, est un scientifique, professeur et chercheur d'origine australienne spécialisé dans la dynamique des populations. 
Professeur à l'université de Sydney, à l'université de Princeton, à l'université d'Oxford et à l'Imperial College London, il a été le conseiller scientifique en chef du Gouvernement britannique et président de la Royal Society de 2000 à 2005. Il est membre du conseil de la British Association for the Advancement of Science.

## Biographie

### Formation et début de carrière
Robert May naît à Sydney en Australie. Il fait ses études à la Sydney Boys High School, puis étudie le génie chimique et la physique théorique à l'université de Sydney. Il obtient un bachelor en 1956, puis un doctorat en physique théorique en 1959.
Au début de sa carrière, il s'intéresse à la dynamique des populations animales ainsi qu'à la relation entre la complexité et la stabilité en synécologie. Ses travaux jouent un rôle clé dans le développement de l'écologie théorique (en) lors des années 1970 et 1980.

### Professeur universitaire
De 1959 à 1961, Robert May enseigne à l'université Harvard, puis retourne à l'université de Sydney en 1962. Il y devient professeur en physique théorique de 1969 à 1972. De 1973 à 1978, il enseigne la zoologie à l'université de Princeton, puis dirige le conseil d'administration de la recherche universitaire de 1977 à 1988.
De 1988 à 1995, il enseigne à l'Imperial College London et au sein du Département de Zoologie à l'Université d'Oxford. De 1995 à 2000, il est à la tête de l'Office of Science and Technology ainsi que le conseiller scientifique en chef du gouvernement britannique. De 2000 à 2005, il est président de la Royal Society.
Durant sa carrière universitaire et aussi en tant que conseiller du gouvernement britannique pour la Science, Robert May s'est fait une spécialité de dresser des bilans, des synthèses et des projections sur le nombre d'espèces connues sur Terre.

## Publications
- (en) "The dynamics and diversity of insect faunas", in Laurence Alfred Mound & N. Waloff (ed.), Diversity of insect faunas, Blackwell Scientific Publications, Oxford, 1978, p. 188-204.  (ISBN 0-632-00352-9)
- (en) "How many species are there on earth ?", Science, New Series, vol. 241, n° 4872, 16 septembre 1988, p. 1441-1449. JSTOR:1702670 DOI 10.2307/1702670
- (en) "How many species ?", Philosophical Transactions of the Royal Society B: Biological Sciences, vol. 330, n° 1257, 29 novembre  1990, p. 293-304. JSTOR:76864 DOI 10.1098/rstb.1990.0200
- (en) "How Many Species Inhabit the Earth ?", Scientific American, vol. 267, n° 4, octobre 1992, p. 42-48. DOI 10.1038/scientificamerican1092-42
- (en) "Biological Diversity : Differences between Land and Sea", Philosophical Transactions of the Royal Society B: Biological Sciences, vol. 343, n° 1303, 29 janvier 1994, p. 105-111. JSTOR:55764 DOI 10.1098/rstb.1994.0014
- (en) "Conceptual Aspects of the Quantification of the Extent of Biological Diversity", Philosophical Transactions of the Royal Society B: Biological Sciences, vol. 345, n° 1311, 29 juillet 1994, p. 13-20. JSTOR:56134 DOI 10.1098/rstb.1994.0082
- (en) "The dimension of life on earth", in Peter H. Raven (ed.), Nature and Human Society : The Quest for a Sustainable World, National Academy Press, Washington, D.C., 1999, p. 30-45.  (ISBN 0-309-06555-0)
- (fr) « La conservation : le problème de l'extinction », dans Jeffrey A. McNeely (éd. sci.), Célébrations du 50e anniversaire de l'UICN : Imaginons le monde de demain, Union internationale pour la conservation de la nature, Gland, 1999, p. 62-73.  (ISBN 2-8317-0486-3)